# ۲۷۷۹ ماری
سیارک ۲۷۷۹ (به انگلیسی: 2779 Mary، نامگذاری:1981CX) دو هزار و هفتصد و هفتاد و نهمین سیارک کشف شده‌است که در ۶ فوریه ۱۹۸۱ کشف شد.
قدر مطلق سیارک برابر ۱۳٫۳۰ است.